# حسين ساماني
حسين ساماني (بالتركية: Hüseyin Samani)‏, (ولد:1 أبريل 1964, «يورتْبِنار» في أنطاليا، تركيا) سياسي تركي. ونائب سابق في البرلمان التركي لأكثر من دورة ممثلا عن حزب العدالة والتنمية.